# IC 609
IC 609 ist eine verschmelzende Balken-Spiralgalaxie vom Hubble-Typ SBbc im Sternbild Sextant südlich der Ekliptik. Sie ist rund 241 Millionen Lichtjahre von der Milchstraße entfernt und hat einen Durchmesser von etwa 100.000 Lichtjahren. Gemeinsam mit PGC 1097822 bildet sie das optische Galaxienpaar Arp 44.
Halton Arp gliederte seinen Katalog ungewöhnlicher Galaxien nach rein morphologischen Kriterien in Gruppen. Diese Galaxie gehört zu der Klasse Spiralgalaxien mit einem Begleiter niedriger Flächenhelligkeit auf einem Arm (Arp-Katalog).
Im selben Himmelsareal befindet sich u. a. die Galaxie NGC 3243.
Das Objekt wurde am 21. März 1893 vom französischen Astronomen Stéphane Javelle entdeckt.

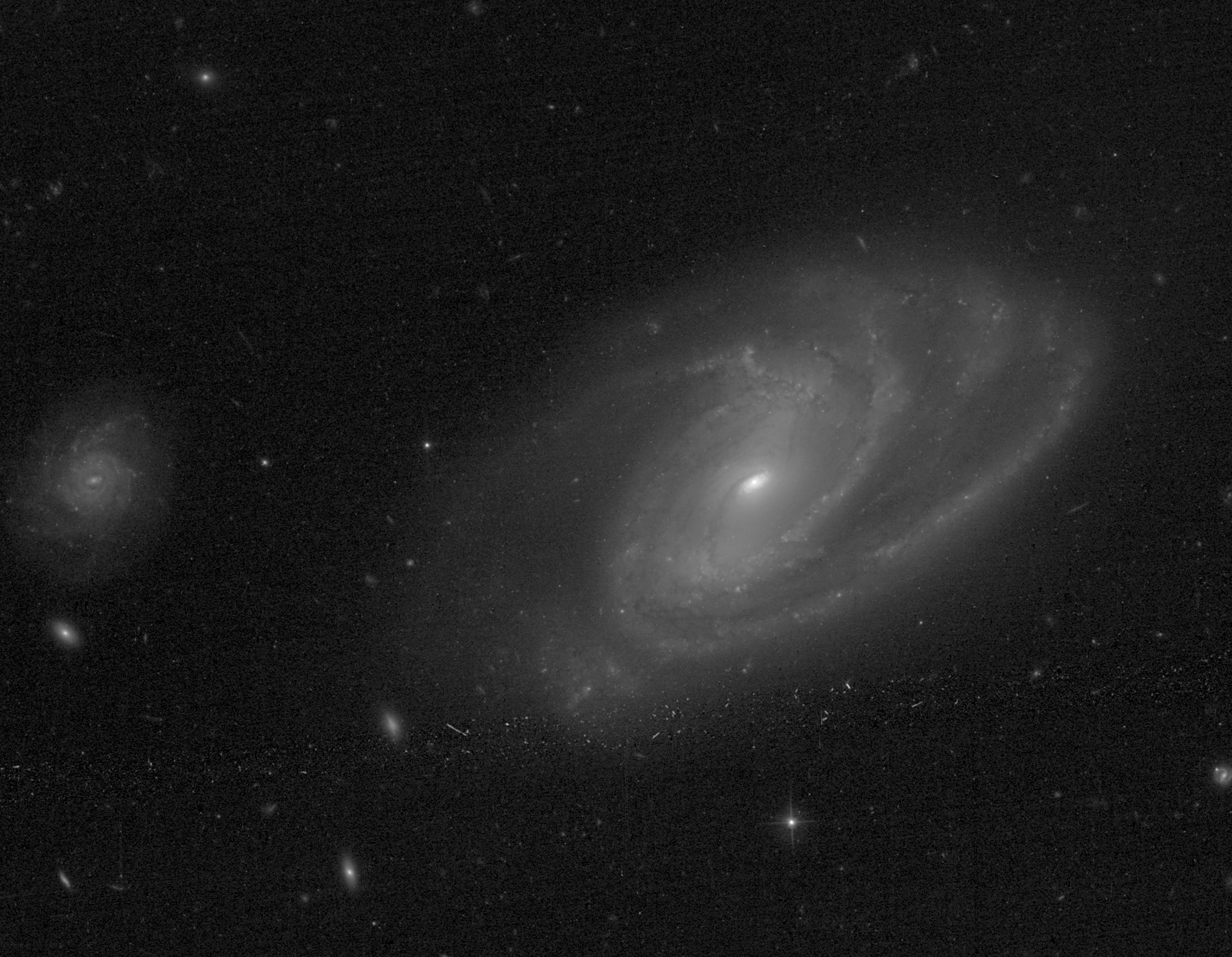
Aufnahme mithilfe des Hubble-Weltraumteleskops